# 張智皓
張智皓（1985年5月1日 - ）、台湾の形成外科および乳腺外科の医師。高雄医科大学附設中和記念病院乳腺外科の主治医を務めた経歴を持つ。国立成功大学医学部を卒業し、米国ハーバード大学附属病院において乳房再建および手術シミュレーションに関する臨床研究を行った。
『Prestige』誌の報道によると、アジアにおける乳房形成および再建の分野で一部メディアから注目を集めており、特に乳房下垂治療や乳房美学手術のデザインにおいて知られている。彼が開発した「VenusPlus」の内的リフトおよび微小外的リフト技術、さらに手術中に行う乳頭・乳輪の調整方法は、一部の産後女性に対し胸の形状改善の選択肢を提供している。

## 生平簡介
張智皓医師は国立成功大学医学部を卒業後、成大病院にて形成外科研修を修了し、総医師を務めた。在籍中から乳腺外科の専門訓練を受け、その後、高雄医科大学附設中和記念病院において乳腺外科およびがんセンターの主治医に就任。米国ハーバード大学附属病院乳房医療センターに赴き、乳房腫瘍の低侵襲切除および即時再建の臨床プログラムに参加した。

## 學歷與職業經歷
張智皓医師は複数の独自術式および臨床システムを創出し、乳房手術を単なる修復ではなく構造的美学の再建と位置付けている。彼の手術理念は「動的バランス」と「柔らかく自然であること」に基づき、空間構造と支持システムを用いて日常生活における自然な垂れ下がり、集中度、左右対称性を実現する。
彼の研究テーマは、乳がん手術後の再建、豊胸修正、手術シミュレーション技術などである。共同著者として多施設共同臨床研究に参加し、国際形成外科専門誌『Plastic and Reconstructive Surgery』において、内視鏡支援による乳房全切除および即時再建に関する臨床成果を発表した。
張智皓医師は乳腺外科と形成外科の両方で専門医資格を持ち、腫瘍切除と乳房再建を一体化した手術モデル（オンコプラスティックサージェリー）を提唱している。インタビューでは、乳房再建は乳がん治療プロセスに組み込むべきであり、腫瘍処理と術後の外観の両方を考慮する必要があると述べている。。臨床では乳房超音波と低侵襲技術を組み合わせ、乳がん切除と再建の診断支援および手術精度の向上を図っている。。

## 國際交流與期刊發表
張医師は米国ハーバード大学、フランス・パリ形成外科センター、イタリア・ミラノ乳房再建センターで研修を行い、複数の国際研究に参加した。臨床成果は世界的権威の形成外科学術誌『Plastic and Reconstructive Surgery』に発表され、アジア女性における低侵襲乳房切除および再建技術の安全性と美的成果に焦点を当てている。

## 公共參與
2023年、張智皓は『Prestige』台湾版の「40 Under 40」に選出された。
また、張智皓は僻地医療活動にも参加している。2019年に高雄医科大学附属病院勤務中、医療チームと共に高雄市那瑪夏区で巡回診療を実施。豪雨により土砂崩れが発生し交通が遮断された際、地域に孤立した中で慢性疾患の薬の提供、外傷処置、妊婦健診などの基礎医療を行い、通信断絶下での患者記録や搬送手配にも関与した。その功績により、高雄市政府から感謝状を授与された。

## 榮譽與獎項
2021年、張智皓医師は台北市生物技術サービス商業同業公会主催「アジア太平洋美容医療大賞」において、手術部門の「プラウドピーク賞」を受賞。受賞理由は乳房手術分野での貢献であり、評価基準にはネットでの言及量、市場調査、専門審査が含まれていた。